# Solarolo

Solarolo (Slarôl en dialecte romagnol) est une commune de la province de Ravenne, dans la région Émilie-Romagne, en Italie.

## Géographie
Solarolo se situe au croisement des routes provinciales SP7 et SP10 entre Castel Bolognese (8 km) et la hameau de Barbiano de Cotignola (10 km). Les limites sud et ouest sont marquées par l’autoroute A14 (Bologne-Ancône) et le tronçon qui monte à Ravenne. La commune est en limite avec la province de Bologne et accède à la route nationale SS9 via Emilia à Castel Bolognese (8 km).

Les grandes villes voisines sont :
- Imola 16 km,
- Faenza 12 km,
- Ravenne 28 km,
- Bologne 54 km.

## Histoire
Le territoire de Solarolo fut habité depuis la préhistoire d’après la découverte d’un antique village remontant à l’âge du bronze. Ce site, de quelques hectares, révèle la présence d’éleveurs de bovins et de cultivateurs de céréales qui y vivaient entre 1600 et 1200 av. J.-C. ; et en fait un des sites les plus vastes et riches de la Romagne (dernières fouilles réalisées en 2011),.
Les diverses fouilles ont révélé l’existence d’une soixantaine de villa romaines et divers objets : marbres, vaisselle, mosaïques, stèle funéraire du Ier siècle av. J.-C..
Le nom de Solarolo est mentionné pour la première fois le 8 juillet 993 comme nom d’un fundus .
Ce n’est qu’en 1138, qu’apparaît le terme de castrum Solarolii (centre fortifié), détruit par les armées de Faenza pendant la lutte pour la suprématie territoriale sur les zones entre les fleuves Santerno et Senio.
Le castrum fut reconstruit en 1341 durant la période de domination bolonaise, jusqu’en 1411 quand le pays retourne sous la domination des Manfredi de Faenza et y restera jusqu’à début du XVIe siècle qu’en Solarolo fut occupé par César Borgia qui le concéda aux Gonzaga  de Mantoue de 1514 à 1573.
En 1574, Solarolo devient Communauté autonome présidée par gouverneur nommé par Rome et fait partie de la légation de Romagne.
De 1810 à 1814, Solarolo sera sous la domination de la commune de Castel Bolognese, de laquelle il se séparera en 1815, pour devenir, en 1816, administrateur de la province de Ravenne jusqu’en 1827, puis retourner sous la seigneurie de Castel Bolognese.

## Monuments
- Les murs Manfrediane,
- La porte du Château,
- Les églises et le sanctuaire de la Beata Vergine della Salute.

## Administration
| Période                                  | Période  | Identité        | Étiquette     | Qualité |
| ---------------------------------------- | -------- | --------------- | ------------- | ------- |
| 08/06/2009                               | En cours | Fabio Anconelli | Liste civique |         |
| Les données manquantes sont à compléter. |          |                 |               |         |

### Hameaux
Felisio, Sasanola.

### Communes limitrophes
Bagnara di Romagna, Castel Bolognese, Cotignola, Faenza, Imola.

## Population

### Évolution de la population en janvier de chaque année
| 1861  | 1901  | 1921  | 1951  | 1961  | 1971  | 1981  | 1991  | 2001  |
| ----- | ----- | ----- | ----- | ----- | ----- | ----- | ----- | ----- |
| 3 209 | 3 497 | 3 699 | 4 091 | 4 307 | 4 153 | 4 067 | 4 004 | 4 216 |

| 2011  | - | - | - | - | - | - | - | - |
| ----- | - | - | - | - | - | - | - | - |
| 4 438 | - | - | - | - | - | - | - | - |

### Ethnies et minorités étrangères
Selon les données de l’Institut national de statistique (ISTAT) au 1er janvier 2010, la population étrangère résidente était de 469 personnes.
Les nationalités majoritairement représentatives étaient :
| Pos. | Pays     | Population |
| ---- | -------- | ---------- |
| 1    | Roumanie | 138        |
| 2    | Albanie  | 127        |
| 3    | Maroc    | 61         |

## Culture

### Fêtes et évènements
- Sagra della Polenta ou sacre de la polenta fin de la troisième semaine de juin,
- Fête de l’Ascension,
- Oktoberfest solarolese fin de troisième semaine de septembre,
- Sagra del sabado : gâteau à base de châtaigne et mouillé au Sapa, fin de la trpoisième semaine de novembre.

### Personnalités liées à Solarolo
- Laura Pausini, chanteuse pop
- Giuseppe Minardi (dit Pipaza), ex-cycliste professionnel
- Davide Cassani, ex-cycliste professionnel et commentateur de la RAI
- Fabiano Fontanelli, ex-cycliste professionnel

### Jumelages
- Rhêmes-Notre-Dame (Italie) depuis 1999 ;
- Kirchheim am Ries (Allemagne) depuis 1999.

## Sources
- (it) Cet article est partiellement ou en totalité issu de l’article de Wikipédia en italien intitulé « Solarolo » (voir la liste des auteurs) le 29/06/2012.